# Mandamarri
Mandamarri è una suddivisione dell'India, classificata come municipality, di 66.176 abitanti, situata nel distretto di Adilabad, nello stato federato del Telangana. In base al numero di abitanti la città rientra nella classe II (da 50.000 a 99.999 persone).

## Società

### Evoluzione demografica
Al censimento del 2001 la popolazione di Mandamarri assommava a 66.176 persone, delle quali 33.77 maschi e 32.398 femmine. I bambini di età inferiore o uguale ai sei anni assommavano a 6.929, dei quali 3.484 maschi e 3.445 femmine. Infine, coloro che erano in grado di saper almeno leggere e scrivere erano 40.333, dei quali 23.507 maschi e 16.826 femmine.